# Río Han
El río Han (Hangul: 한강) es un río de Corea del Sur que nace de la confluencia del río Namhan y del río Bukhan, el cual se origina en la montaña de Geumgang en Corea del Norte. El río fluye a través de Seúl y luego se une con el río Imjin justo antes de desembocar en el mar Amarillo. Es uno de los ríos más grandes de Corea del Sur y el cuarto río más largo de la península coreana después de los ríos Amnok, Duman y Nakdong. A lo largo de las orillas del río, particularmente en Seúl, caminos para peatones y bicicletas están disponibles en ambos lados del río. Varios restaurantes y cafés están localizados en estos caminos. Aunque la mayoría de los puentes que cruzan el río son para automóviles o el metro, existen ciertos puentes que pueden cruzar los peatones.
El río Han y sus alrededores tienen un papel importante en la historia de Corea. Los Tres Reinos de Corea lucharon por controlar esa tierra, donde el río era usado como ruta comercial hacia China vía el Mar Amarillo. Sin embargo, el río ya no se utiliza para la navegación ya que cruza la Zona desmilitarizada, donde la entrada a civiles está prohibida. 
En 2011 se realizó una encuesta por el Instituto de Desarrollo de Seúl, donde se incluían 800 residentes y 103 planificadores urbanos y arquitectos. Dicha encuesta reflejaba que 51.3% de los residentes y 68.9% de los expertos señalaron al río como el lugar más representativo de Seúl, seguido de la montaña Namsan.

## Geografía
Se forma por el flujo de río Namhan, que se origina del monte Daedok, así como del flujo el río Bukhan, originario del monte Geumgang en Corea del Norte. El río fluye a través de Seúl y se unifica con el río Imjin que poco después desemboca en el mar Amarillo. Las dos afluentes del río, el Namhan y el Bukhan se unen en la provincia de Gyeonggi-do, en Yangsu-ri; en este punto ya se le refiere como el río Han. Atraviesa Seúl y continua al mar Amarillo. Ligera marea se puede encontrar en la boca del río Han, donde llega al mar y la zona desmilitarizada que divide Corea del Sur y de Norte.
La longitud total del río Han (incluyendo los afluentes Namhan y Bukhan) es de aproximadamente 514 km.
Aunque no es un río largo, la parte baja del Han es muy amplia para un río tan relativamente corto. Dentro de los límites de Seúl, tiene más de un km de longitud de largo. Previo a la construcción de un número de presas, el río era conocido por tener un gran coeficiente de régimen fluvial (el radio entre la cantidad mínima y máxima de flujo) de 1.390. (para comparar, el río Támesis el Rin tiene un coeficiente de 1.8 y 1.18 respectivamente)

## El nombre
El Namhangang (Hangul: 남한강) (Namhan significa “Sur del Han” y gang significa “río) es ocasionalmente llamado el “Han” en Corea del Sur mas no siempre. El término “Sur del Han” se entiende independientemente del lado de la frontera en el que se encuentre. 
Aunque "Namhan" y "Bukhan" sean homófonos de los términos Namhan (Hangul:남한, "Corea del Sur") y Bukhan (Hangul:북한, "Corea del Norte"), que son comúnmente usados en Corea del Sur, esto es una simple coincidencia. El hanja para el río Han no es 韓 "Corea", sino 漢.
A lo que hoy se le denomina como río Han se le ha cambiado de nombre a través de la historia. Durante el período de las Cuatro Comanderías Han en la península a principios del período de los Tres Reinos, se refería al río como Daesu (Hangul:대수; Hanja: 帶水). El estado de Goguryeo (Hangul: 고구려), parte de los Tres Reinos, lo llamaba Arisu (Hangul:아리수; Hanja:阿利水), mientras, otro de los reinos, Baekje (Hangul:백제) lo llamaba Ukriha (Hangul:욱리하; Hanja:郁里). Por último, en el reino de Silla (Hangul: 신라), el último de los Tres Reinos, se le refería al río como Iha (Hangul:이하; Hanja: 泥河).

## Historia
El río Han ha tenido un papel central en la historia de Corea desde tiempos remotos. El reino de Baekje fue el primero en reclamar el río, reconociendo su importancia estratégica como vía de unión del centro de la península al Mar Amarillo. De igual forma, el río daba acceso a los fértiles bancos aluviales, que son relativamente raros en la península montañosa. La fortaleza Namhan, ubicada al sur de Seúl fue una de las primeras capitales de Baekje. No pasó mucho tiempo antes de que la zona de afluencia de Río Han con el Mar Amarillo, aproximadamente lo que es hoy Seúl, se convirtiera en la manzana de la discordia entre Baekje y el reino naciente de Goguryeo. Durante el gobierno del Rey Jangsu (413 d. C.-491 d. C.), Goguryeo arrebató la zona occidental de Río Han de su rival Baekje. En las décadas posteriores un “estira y afloja” se vería hasta que en 551 Baekje hizo una alianza con Silla, confirmando su control sobre la base del Río Han. Pero dicha alianza no duraría mucho y en 553 Silla rompió su alianza con Baekje para obtener el control total del río como parte de su plan para dominar toda la península. 
Con la caída de Baekje y Goguryeo y posteriormente la unificación de la península bajo el gobierno de Silla en 668, el río Han entró en su extensa era de “río coreano”, primero bajo el control de la Silla Unificada (668-918), sucedido por la dinastía Goryeo (918-1392), y finalmente como parte de la dinastía Joseon (1392-1910). Durante el período Joseon, el río Han alcanzó una nueva prominencia como la ruta fluvial primaria de la nueva capital coreana: Seúl; llamada Hanyang en ese entonces. 
Durante la guerra de Corea, el entonces presidente de Corea del Sur Syngman Rhee huyó de Seúl y se transportó al sur del río, temiendo la inminente ocupación de la ciudad por las fuerzas norcoreanas. En un intento de detener el avance enemigo, el 28 de junio de 1950, el ejército del sur destruyó el puente Han, impidiendo el escape de miles de ciudadanos de Seúl.
El Han actualmente pertenece en su mayoría a Corea del Sur, con su desembocadura en el mar Amarillo, a unas cuantas millas náuticas de Corea del Norte, donde nace su afluente, el Bukhan. Durante los primeros años de existencia de la República de Corea, el río Han se volvió un sinónimo de contaminación dado que la creciente industria y población lo utilizaban como aliviadero para desechos industriales y urbanos. Aunque ya no desempeña un papel central en el comercio y transporte, es un lugar de convivencia básico en la vida de Seúl; en la última década se ha vuelto el centro de atención de esfuerzos ecológicos por lograr su purificación y convertirlo en una joya ecológica. Durante los  Juegos Olímpicos de verano de 1988, el río fue el sitio donde se llevaron a cabo las regatas de remo olímpico.
Han existido episodios, como el «pánico del agua» en 1986, donde se temió que los norcoreanos pudieran atacar al sur liberando columnas de agua provenientes de represas ubicadas río arriba, con la consiguiente inundación.
En 2009, la administración de Lee Myung Bak reinició un proyecto donde se planeaba cavar un canal que conectara al río Han con el mar Amarillo en Incheon (Hangul: 인천). El canal Gyeongin (Hangul: 견긴), de 40 km de longitud, conecta al río Han cerca de Gimpo (Hangul: 김포), en Seúl, a Incheon y su construcción fue terminada en 2011. Sirve tanto a barcos de carga como de pasajeros.

## Afluentes del río Han
Listados en orden desde la desembocadura del río, los subafluentes están enlistados de la misma forma:
- Gongneungcheon (곡능천)
- Najinhacheon (나진하천)
- Changneungcheon (창능천)
- Anyangcheon (안양천)
  - Dorimcheon (도림천)
- Jungnangcheon (중랑천)
  - Cheonggyecheon (청계천)
- Tancheon (탄천)
  - Yangjaecheon (양재천)
  - Yeosucheon (여수천)
  - Bundangcheon (분당천)
  - Pungdeokcheon (풍덕천)
- Gyeongancheon (경안천)
  - Neungwoncheon (능원천)
  - Yangjicheon (양지천)
  - Unhakcheon (운학천)
- Bukhan (북한강)
  - Munhocheon (문호천)
  - Hongcheon (홍천강)
    - Sandaecheon (산대천)
    - Deoksancheon (덕산천)
      - Seongjeoncheon (성전천)

    - Yasidaecheon (야시대천)

  - Gapyeongcheon (가평천)
  - Soyang (소양강)
  - Sanaecheon (사내천)
    - Yongdamcheon (용담천)

  - Magunaemeo (마구내머)
    - Mahyeoncheon (마현천)
    - Bongocheon (봉오천)
- Namhan (남한강)
  - Sinnaegaeul (신내개울)
    - Heukcheon (흑천)

  - Yongdamcheon (용담천)
  - Bokhacheon (복하천)
    - Jukdangcheon (죽당천)
    - Pyogocheon (표고천)
    - Gwanricheon (관리천)

  - Yanghwacheon (양화천)
  - Geumdangcheon (금당천)
  - Cheongmicheon (청미천)
    - Gyecheon (계천)
      - Ungcheon (웅천)

  - Seom (섬강)
    - Iricheon (이리천)

  - Mokmicheon (목미천)
  - Hwangsancheon (환산천)
  - Guryongcheon (구룡천)
  - Yeongdeokcheon (영덕천)
  - Daejeoncheon (대전천)
  - Dalcheon (달천)
    - Yodocheon (요도천)

  - Dong (동강)

## Puentes sobre la parte baja del Han
Un total de 27 puentes cruzan el río Han en Sudogwon (Seúl, Gyeonggi, Incheon). Entre ellos se encuentran:
De oeste a este:
- Puente Ilsan; 일산대교
- Puente Gimpo; 김포대교
- Puente Haengju; 행주대교
- Puente Banghwa; 방화대교
- Puente Gayang; 가양대교
- Puente Seongsan; 성산대교
- Puente Yanghwa; 양화대교
- Puente de la vía Dangsan; 당산철교
- Puente Seogang; 서강대교
- Puente Mapo; 마포대교
- Puente Wonhyo; 원효대교
- Puente de la vía Hangang; 한강철교
- Puente Hangang; 한강대교
- Puente Dongjak; 동작대교

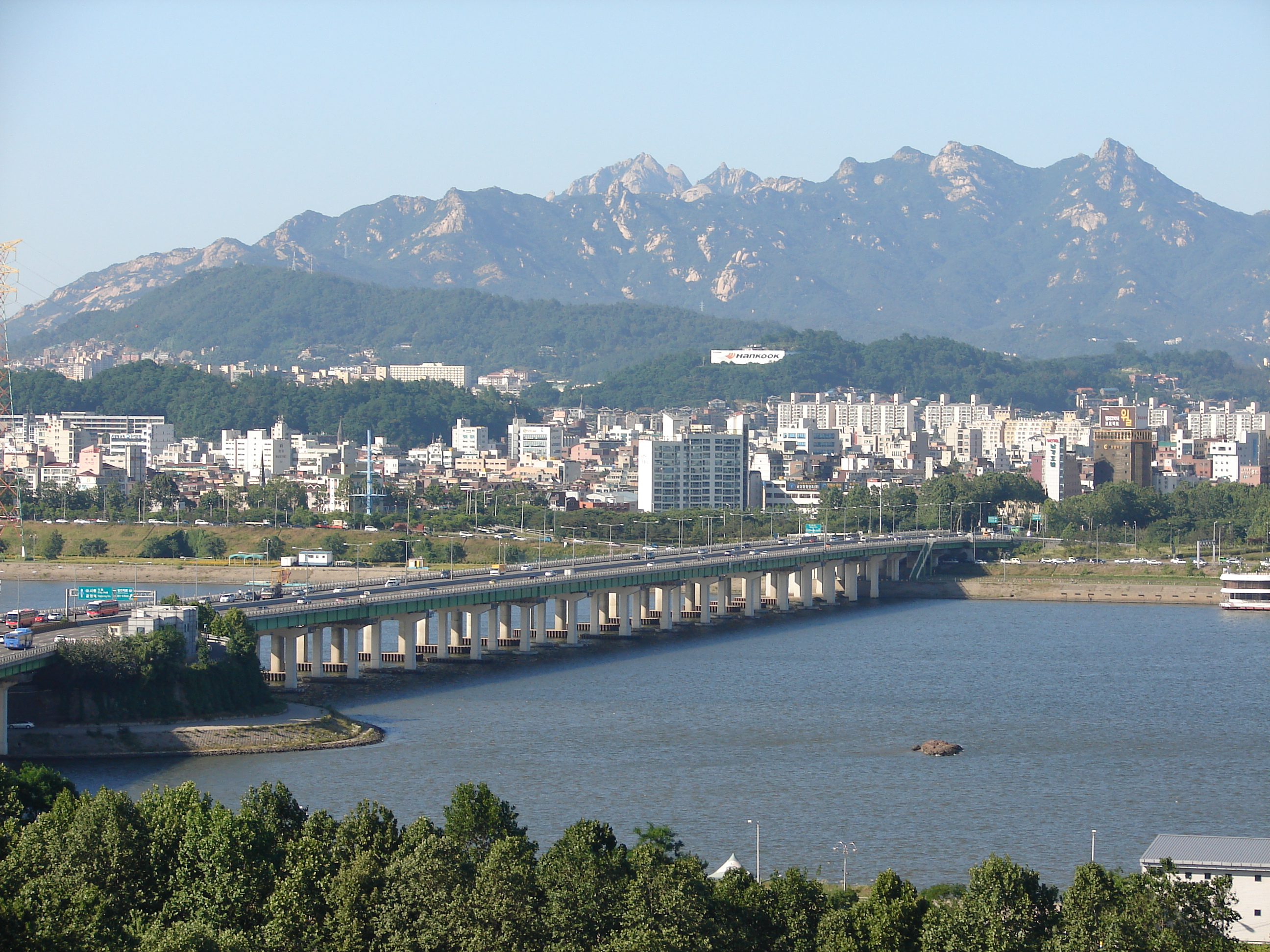
Puente Yanghwa

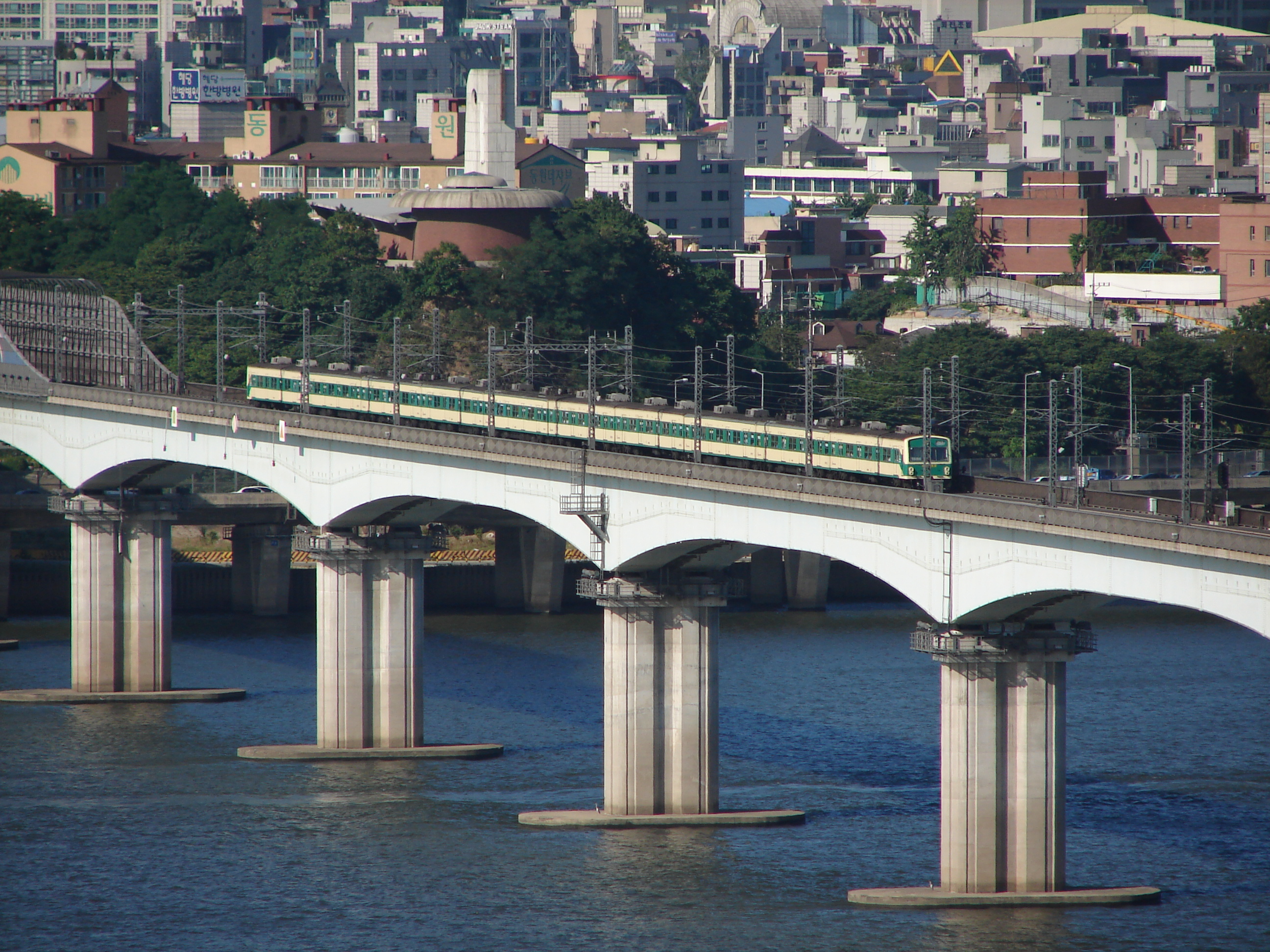
Puente de la vía Dangsan

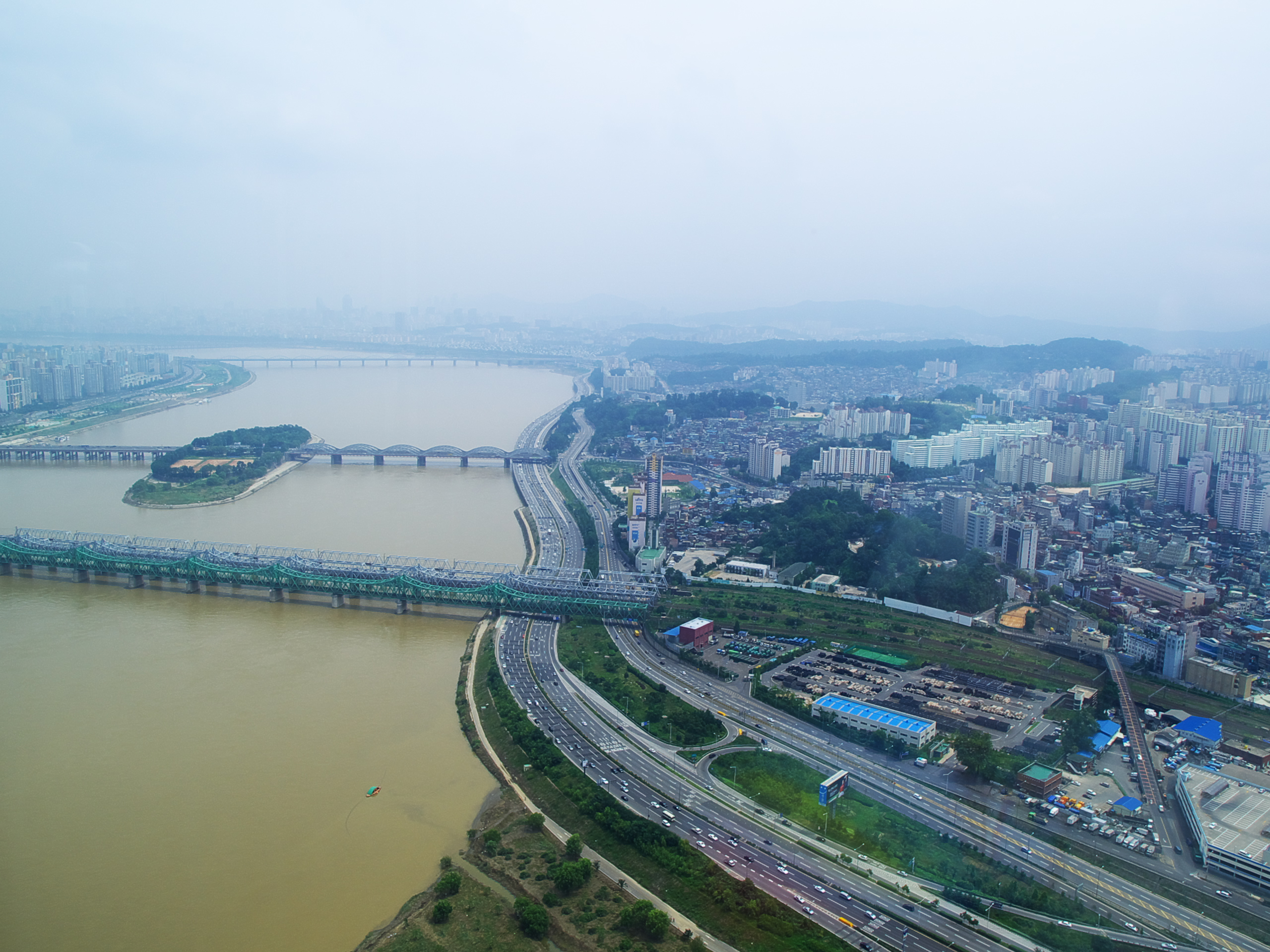
Puente de la vía y Puente Hangang

- Puente Banpo y Puente Jamsu; 반포대교와 잠수교
- Puente Hannam; 한남대교
- Puente Dongho; 동호대교
- Puente Seongsu; 성수대교
- Puente Yeongdong; 영동대교
- Puente Cheongdam; 청담대교
- Puente Jamsil; 잠실대교
- Puente de la vía Jamsil; 잠실철교
- Puente Olympic; 올림픽대교
- Cheonho Bridge; 천호대교
- Puente Gwangjin; 광진교
- Puente Gangdong; 강동대교
- Puente Paldang; 팔당대교

## subterráneos que cruzan el río Han
- Línea 1 del subterráneo de Seúl, Yongsan~Noryangjin
- Línea 2 del subterráneo de Seúl, Gangbyeon~Jamsillaru, Dangsan~Hapjeong
- Línea 3 del subterráneo de Seúl, Oksu~Apgujeong
- Línea 4 del subterráneo de Seúl, Ichon~Dongjak
- Línea 5 del subterráneo de Seúl, Yeouinaru~Mapo, Gwangnaru~Cheonho
- Línea 7 del subterráneo de Seúl, Ttukseom Resort~Cheongdam

En 2012, la línea Bundang, Sincheongdam~Bosque de Seúl se construyó para cruzar el río cerca del cauce.

En 2017, la línea 8 del subterráneo de Seúl abrió una extensión que cruzó el río Han.

En 2018 la línea Sin Bundang atravesó el río Han por un túnel cerca del cauce.

## En entretenimiento
El río Han ha servido de locación para varias películas, incluyendo: 
- The Host, en donde el puente Wonhyo juega un papel importante.
- Kimssi Pyoryugi, en donde la isla Bam es el lugar en el que naufraga el protagonista.
- Inchon, en donde se incluye la destrucción del puente Hangang.

## Galería

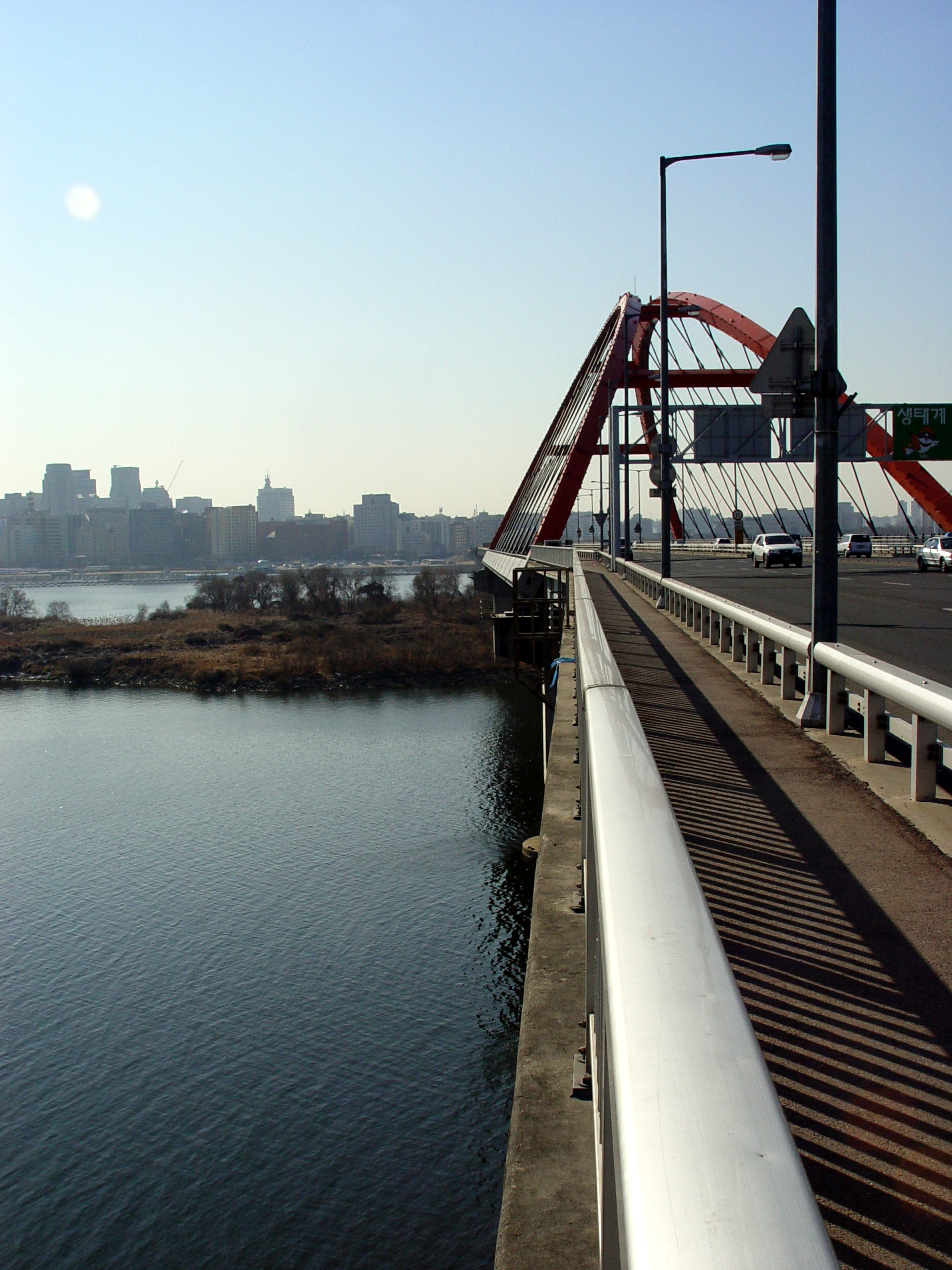
Puente Seogang
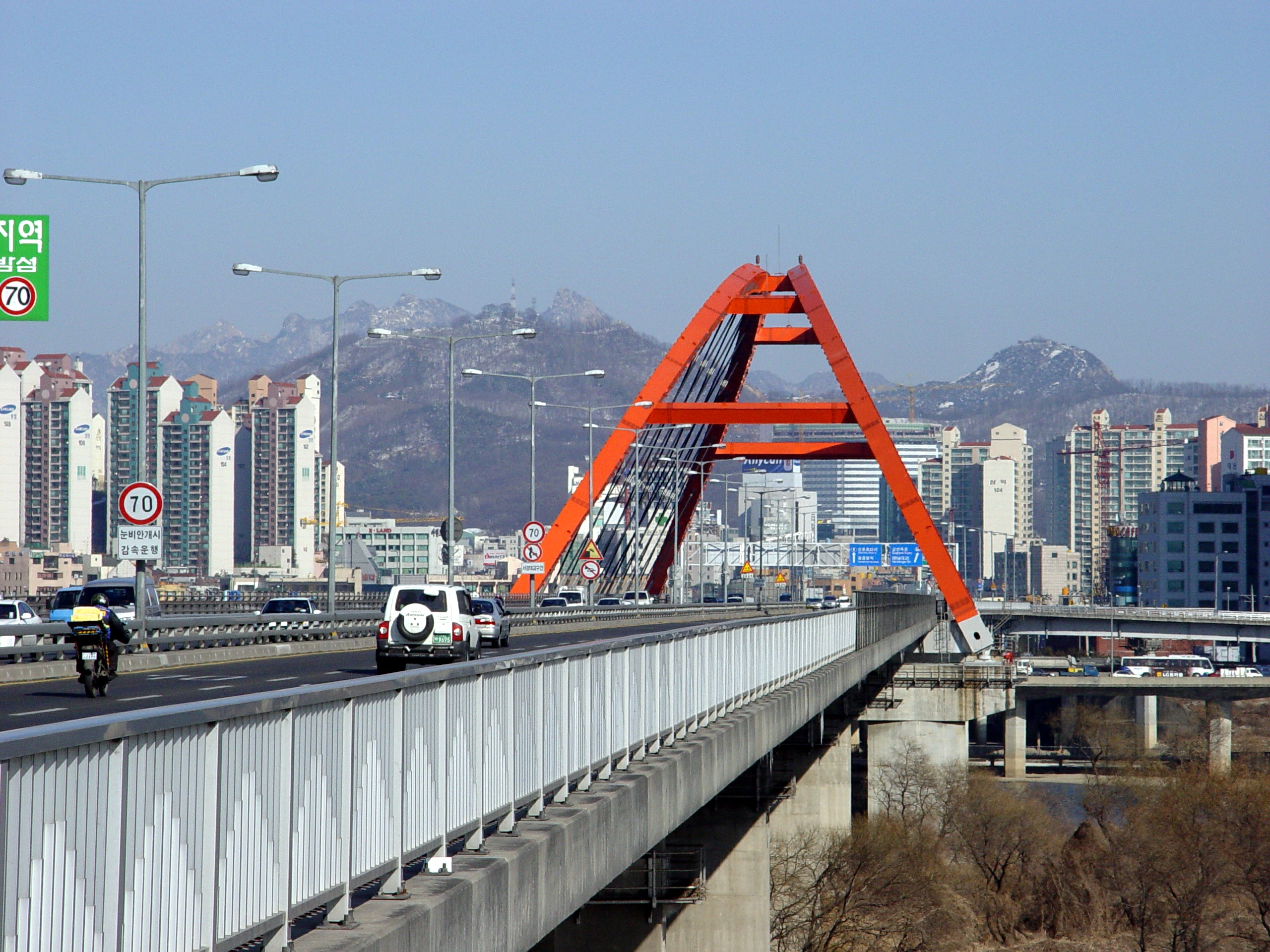
Puente Seogang
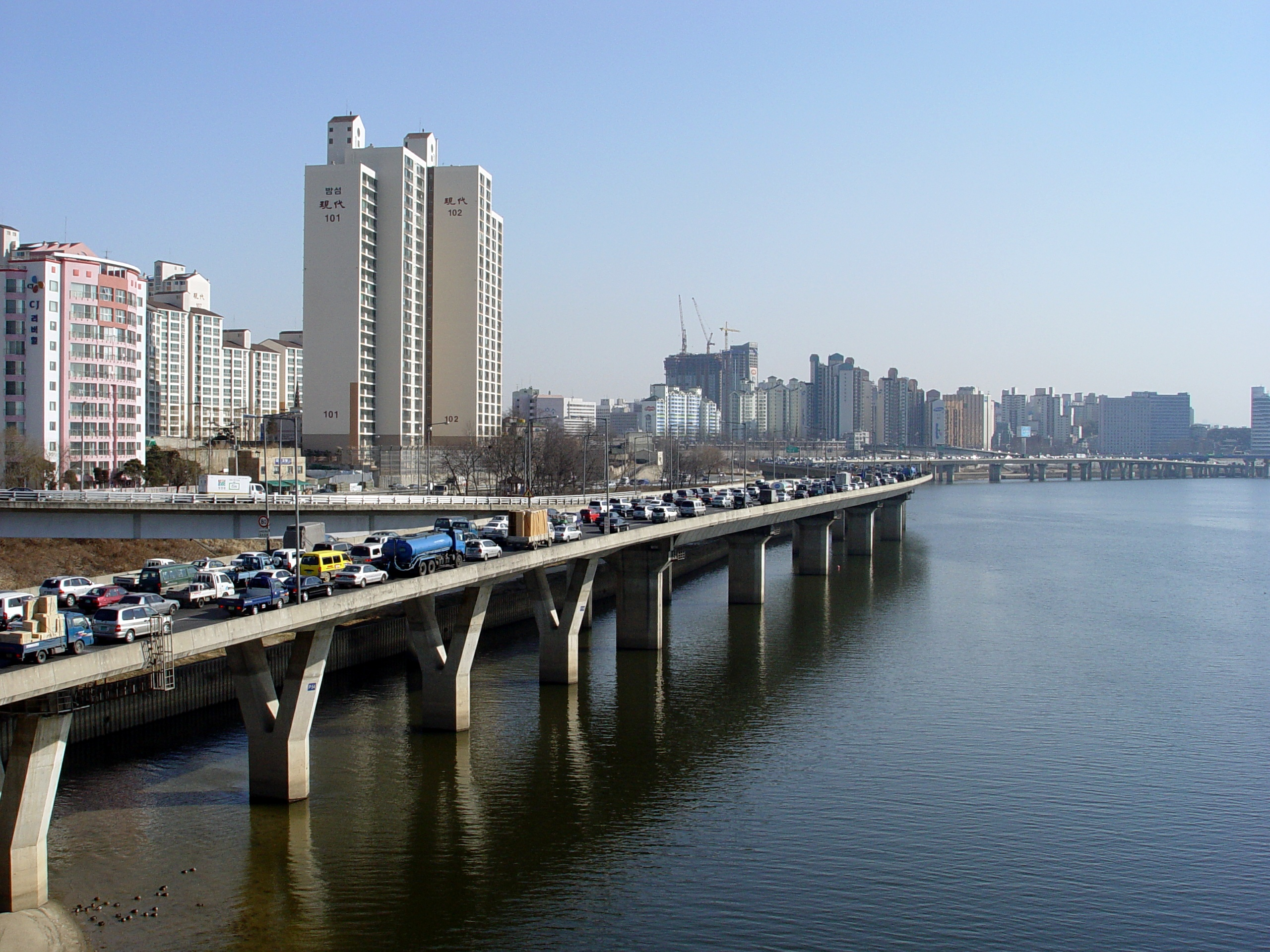
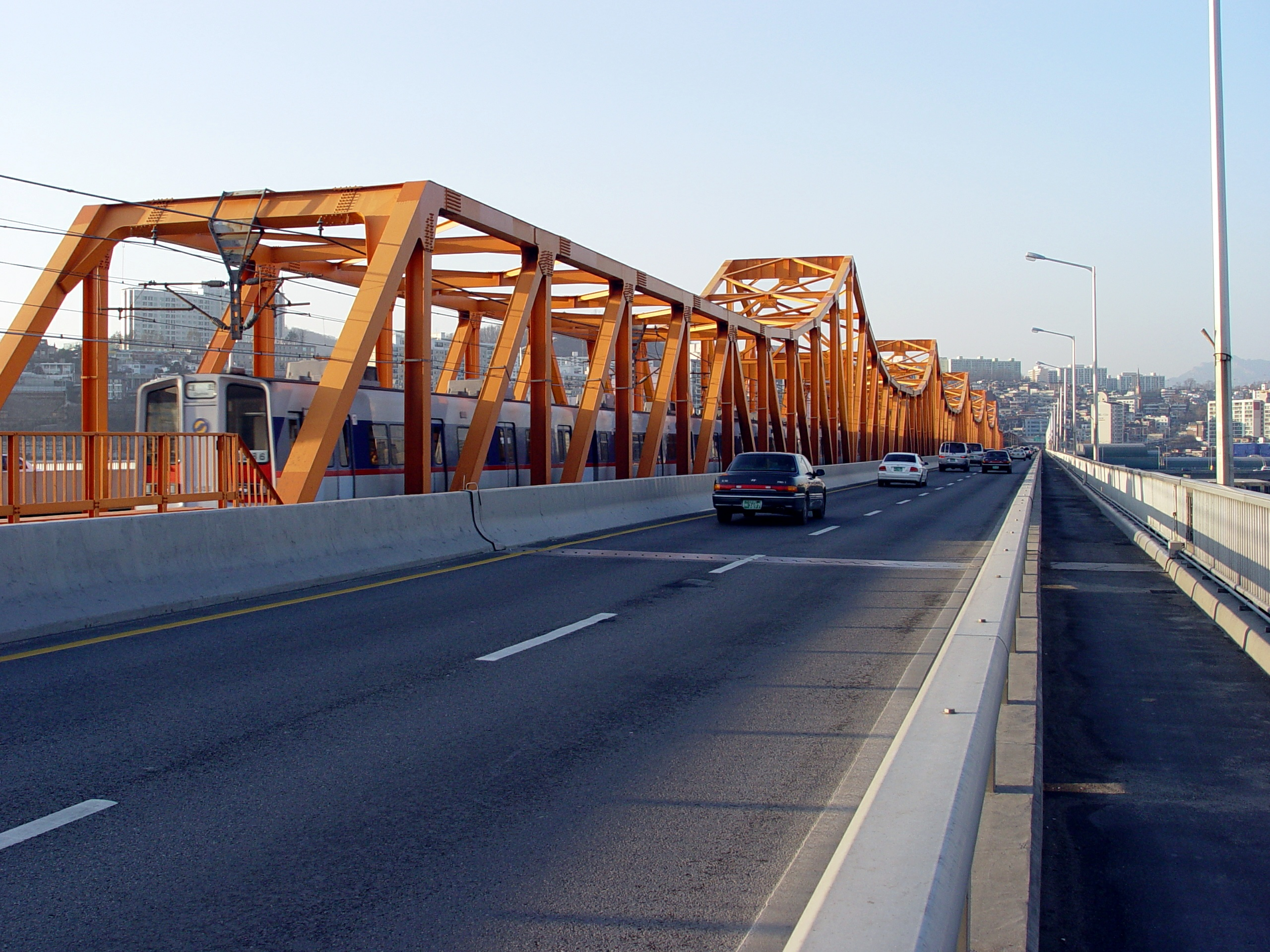
Puente Dongho
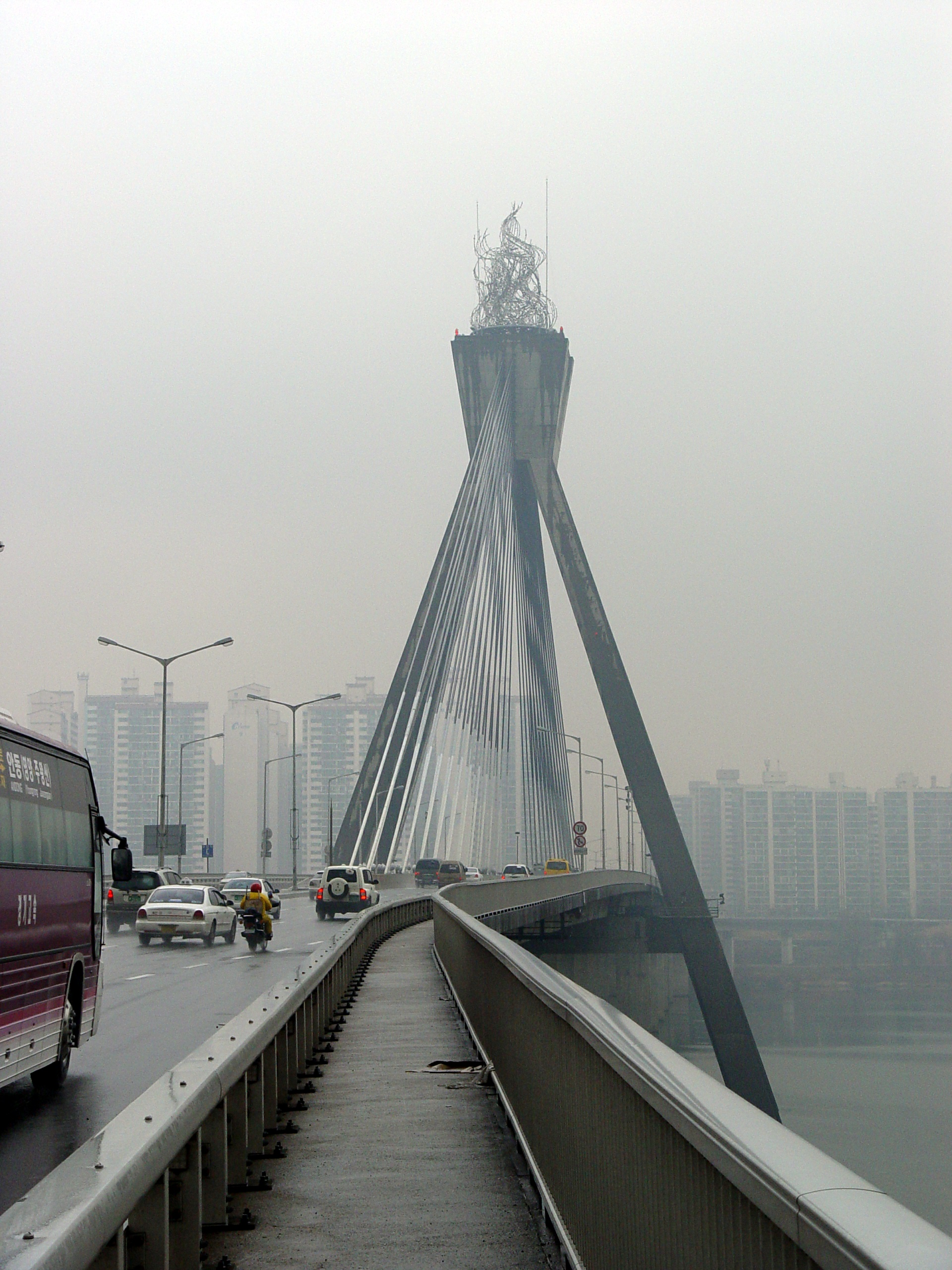
Puente Olympic
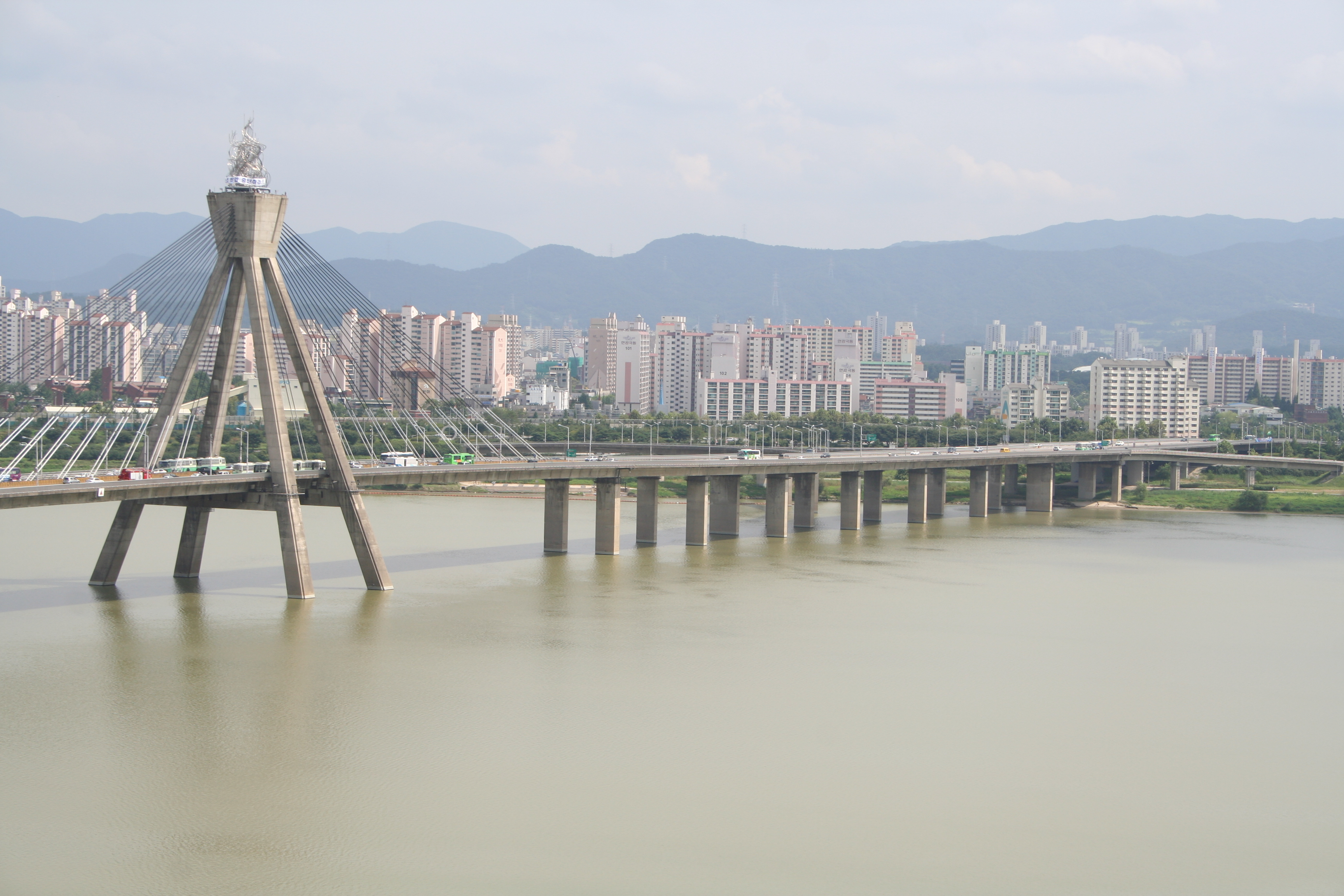
Puente Olympic
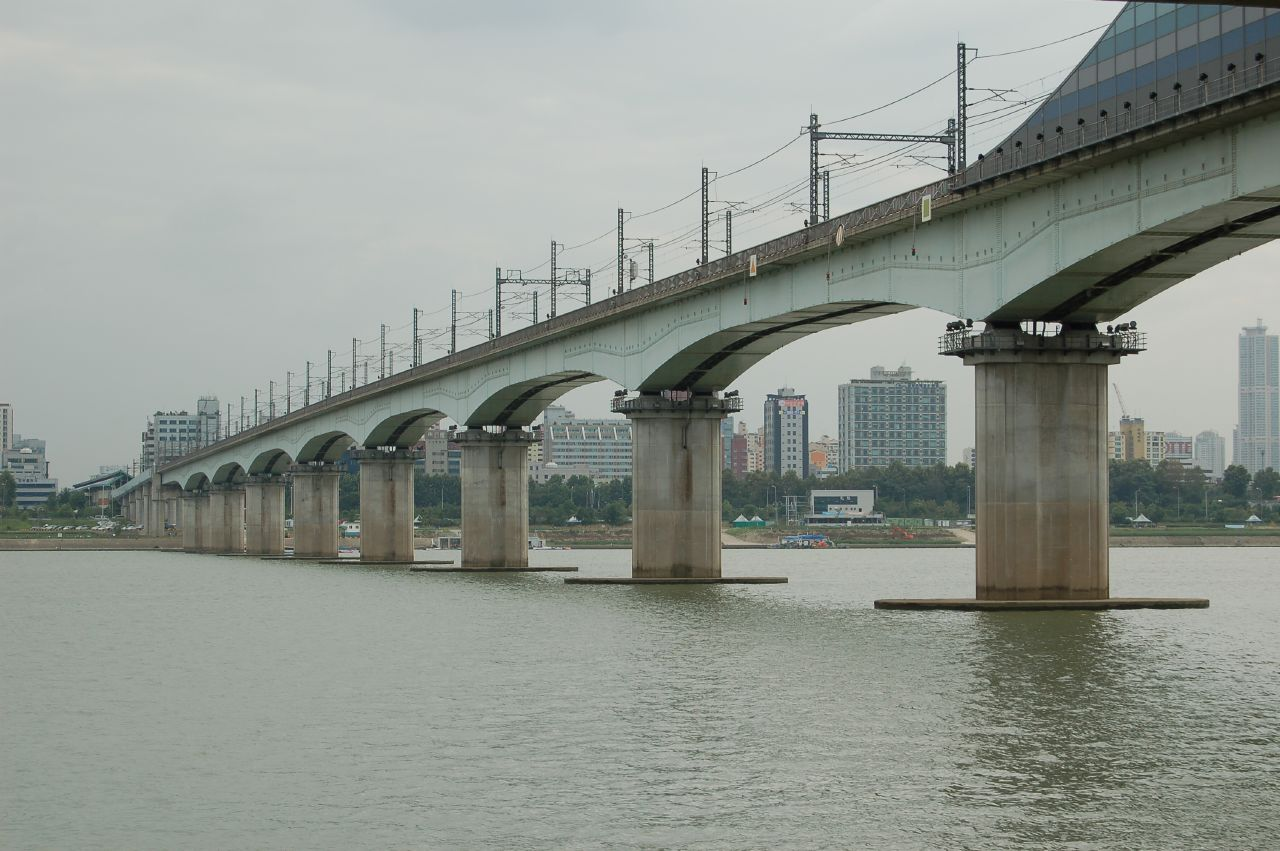
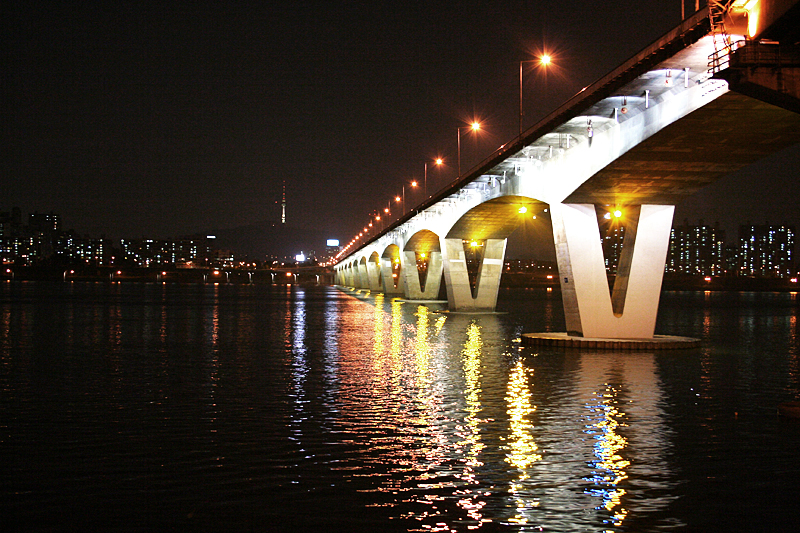
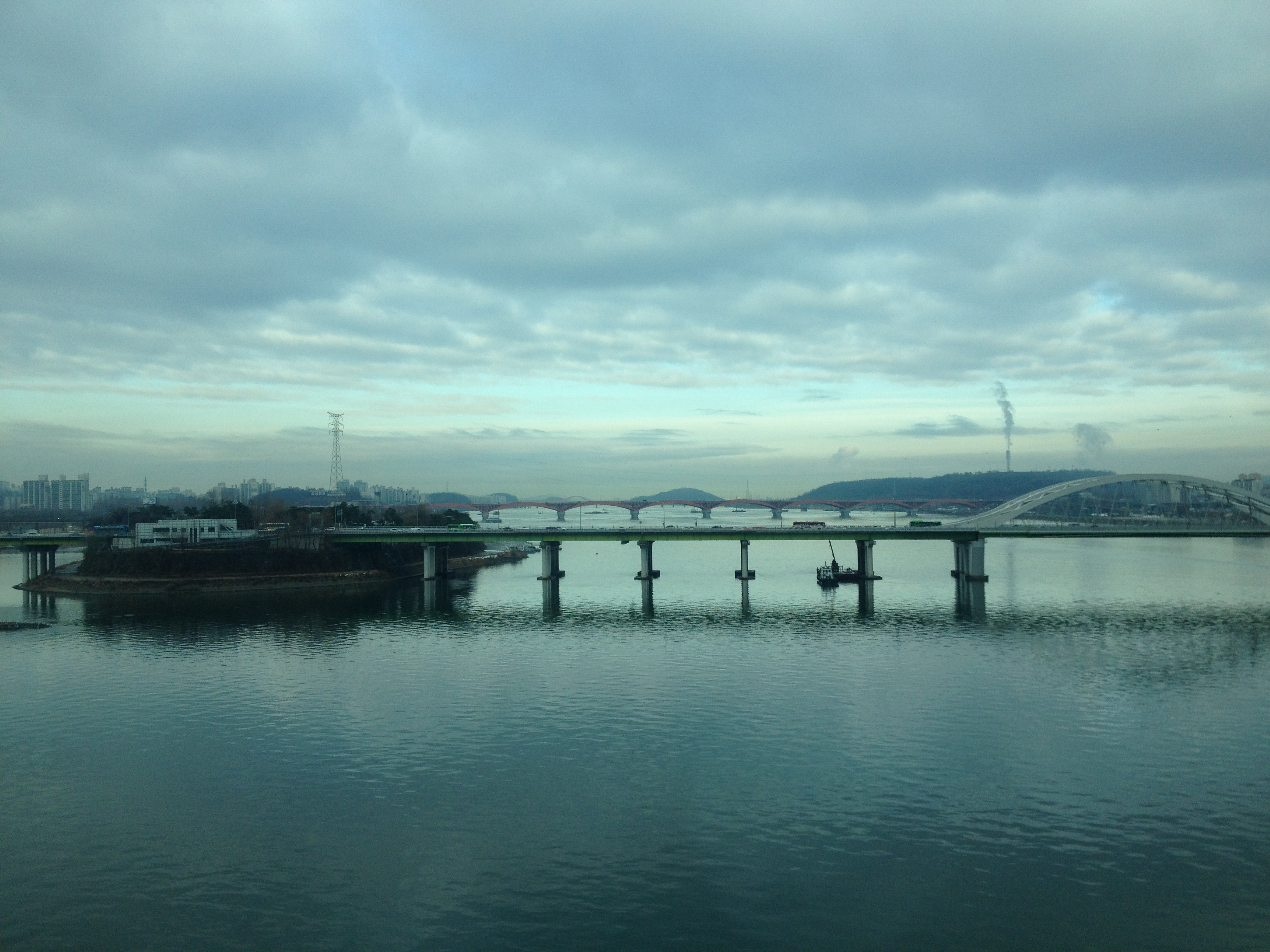